# Lichtewerden
Lichtewerden – niemiecki nazistowski podobóz Auschwitz-Birkenau, zlokalizowany w miejscowości Světlá Hora.
Podobóz został założony na terenie działającej od 1864 w czeskiej miejscowości Světlá Hora fabryki nici, należącej do firmy Gustav Adolf Buhl und Sohn. Już w 1943 na terenie fabryki powstał obóz pracy, zorganizowany przez Organizację Schmelta. Więźniów rozładowywano na pobliskiej stacji kolejowej, a następnie transportowano do obozu zlokalizowanego w centrum miejscowości.
Zabudowania obozowe zostały przejęte przez KL Auschwitz w 1944. Pierwszy transport z więźniarkami trafił do nowo powstałego podobozu 11 listopada 1944. Były to Żydówki polskie, czeskie i słowackie w liczbie około 300. Przez cały czas istnienia Lichtewerden ich liczba nie zmieniała się, 30 grudnia 1944 wynosiła 321.
Podobóz składał się z czterech baraków – dwóch mieszkalnych i dwóch z kuchnią, łaźnią i magazynem. Całość otaczało ogrodzenie z elektrycznego drutu kolczastego, z drewnianymi wieżami strażniczymi umieszczonymi w narożnikach.
Więźniarki pracowały przy urządzeniach nawijających przędzę oraz w przędzalni lnu. Część z nich zajmowała się gotowaniem i sprzątaniem w obozie, a inna – ważeniem i przenoszeniem 50-kilogramowych bawełnianych bel. Ostatnia z wymienionych prac była najtrudniejsza, więźniarki często traciły przy niej przytomność. 
Warunki w obozie były o wiele lepsze niż w Auschwitz. Przede wszystkim więźniarki miały w barakach o wiele więcej miejsca dla siebie. Nie odnotowano w nim też żadnych epidemii chorób zakaźnych. Stosunkowo łatwy był również kontakt z ludnością cywilną. Początkowo nie był on częsty (mieszkańcy obawiali się, że zostaną wywiezieni do Oświęcimia), później jednak, aby zdobyć żywność, więźniarki szyły ubrania, które później sprzedawały cywilom. Pomagał w tym zaprzyjaźniony strażnik, który wynosił ubrania poza teren obozu. Przynajmniej raz odbyła się selekcja, po której niezdolnych do pracy wywieziono do komór gazowych w macierzystym obozie. Za zbuntowanie się, sabotaż lub niesubordynację stosowano różne kary. Jedną z nich było bicie płaszcza. Więźniarki stały ubrane w płaszcze, a strażnik obozowy bił je pałką. Prawdopodobny komendant obozu, Hans Reeg, nie był lubiany. Więźniarki nazywały go „Schnauze”, ponieważ na wszelkie pytania odpowiadał „Halt die Schnauze!” (stul pysk!).
Załoga podobozu nie miała żadnego planu ewakuacji. Hans Reeg chciał wyprowadzić więźniarki do lasu, a następnie rozstrzelać. Takiemu rozwiązaniu sprzeciwił się miejscowy burmistrz, obawiając się zemsty Armii Czerwonej. Ostatecznie, 6 maja 1945, załoga obozu postanowiła opuścić go w cywilnych ubraniach. Więźniowie, obawiając się oszustwa, mimo informacji o tym, że są wolni, postanowili nie opuszczać obozu do jego wyzwolenia dwa dni później przez Armię Czerwoną. 
Pozostałością po obozie są dwa murowane baraki, służące współcześnie jako budynki mieszkalne. Na terenie, gdzie przebywali więźniowie, wybudowano stadion piłkarski. Na terenie w sąsiedztwie stadionu dostrzegalne są fragmenty fundamentów dawnych baraków oraz podłóg. Zachowała się także część budynków fabryki nici. Nie ma też żadnej formy upamiętnienia obozu w miejscowości. 